# Coppa di Spagna (ciclismo)
La Coppa di Spagna di ciclismo su strada è un circuito creato nel 2019 dalla RFEC (Real Federación Española de Ciclismo). È formata da una serie di gare su strada, a cui possono prendere parte gran parte delle squadre World Tour, Professional e Continental; la classifica individuale viene stilata per tutti i ciclisti professionisti spagnoli, così come per tutti i ciclisti di diversa nazionalità militanti in squadre spagnole.

## Gare
Nel 2019 fanno parte della competizione 18 gare:
- Trofeo Ses Salines-Campos-Porreres-Felanitx
- Trofeo Andratx-Lloseta
- Trofeo Tramuntana
- Trofeo Palma
- Volta a la Comunitat Valenciana
- Volta Ciclista a Catalunya
- Gran Premio Miguel Indurain
- Itzulia Basque Country
- Klasika Primavera
- Vuelta a Castilla y León
- Vuelta a Asturias
- Vuelta a la Comunidad de Madrid
- Vuelta a Aragón
- Prueba Villafranca de Ordizia
- Circuito de Getxo
- Clásica San Sebastián
- Vuelta a Burgos
- Vuelta a España

## Albo d'oro
| Anno | Vincitore          | Punti | Secondo      | Punti | Terzo          | Punti |
| ---- | ------------------ | ----- | ------------ | ----- | -------------- | ----- |
| 2019 | Alejandro Valverde | 454   | Ion Izagirre | 407   | Nairo Quintana | 279   |